# Code inzake de stabiliteit in onbeschadigde toestand voor alle scheepstypen
De Code inzake de stabiliteit in onbeschadigde toestand voor alle scheepstypen (International Code on Intact Stability, IS-code) is de SOLAS- en LL-standaard op het gebied van stabiliteit. Met resolutie MSC.267(85) werd op 4 december 2008 bepaald dat de 2008 IS-code op 1 juli 2010 van kracht zou worden. Deze verving daarmee de 1993 IS-code die op 4 november 1993 werd aangenomen met resolutie A.749(18).